# Templo de la Ciudad de México
El Templo de la Ciudad de México, México, es uno de los templos construidos y operados por la Iglesia de Jesucristo de los Santos de los Últimos Días, el número 28 construido por la iglesia y el primero de los 12 templos SUD que hay en México, ubicado en la zona metropolitana de la Ciudad de México, a pocos metros del Bosque de Aragón. El Templo de la Ciudad de México fue el segundo templo construido en un país de habla hispana, después del Templo de Santiago de Chile, dedicados ambos en 1983. Para el 2008, el templo de la Ciudad de México es el mayor templo SUD construido fuera de los Estados Unidos.
Ubicado a una altitud de 2227 metros (7306,4 pies) metros sobre el nivel del mar, el templo de la Ciudad de México, junto al templo de Benemérito (2246 metros (7368,8 pies) m s. n. m.) es uno de los templos más elevados de su tipo que hay en el mundo. Al templo asisten fieles repartidos en 95 estacas, el templo con el mayor número en su distrito a nivel mundial. Atendiendo a la necesidad de cubrir las ceremonias de los fieles de la capital mexicana, la iglesia anunció en 2022 la construcción de cuatro templos nuevos rodeando la Ciudad de México.

## Historia
A mediados de los años 1870, Brigham Young envió emisarios a México con el fin de encontrar lugares para que sus fieles colonizaran, en busca de refugio de la persecución que sufrían en los Estados Unidos. Los habitantes mexicanos eran considerados descendientes indígenas y parte del trama del texto del Libro de Mormón. Por ello, proselitismo entre los mexicanos fue una prioridad durante el siglo XIX. Los primeros devotos en asentar en México llegaron en 1885 y establecieron siete colonias en Casas Grandes, al norte de Chihuahua, y dos en Bavispe, al norte de Sonora. Para el año 2004, la iglesia SUD en México contaba con 1 millón de miembros bautizados.

## Anuncio
En la conferencia general de 1915, el entonces presidente de la iglesia Joseph F. Smith comentó de planes de construir un nuevo templo cerca de la frontera de los Estados Unidos y México de no haber sido por la expulsión de sus fieles del país. Durante una gira de 1947 por la Misión Mexicana, Spencer W. Kimball anunció su deseo de ver un templo en México y verlo lleno de fieles. Los planes para el templo fueron anunciados públicamente por primera vez por Spencer W. Kimball en abril de 1976, cien años después del arribo de los primeros misioneros y colonos al país.

## Diseño
Los templos de la Iglesia de Jesucristo de los Santos de los Últimos Días son construidos con el fin de proveer ordenanzas y ceremonias consideradas sagradas para sus miembros y necesarias para la salvación individual y la exaltación familiar. La iglesia dedicó en los años 1950 los primeros templos fuera de los Estados Unidos: el templo de Suiza, el templo de Nueva Zelanda y el templo de Inglaterra. A principios de los años 1980, se dedicaron doce templos incluyendo edificios de menor tamañ en las islas del Pacífico, Asia, Europa, África y América del Sur. El templo de la Ciudad de México fue diseñado de mayor tamaño, conviritiendose en el templo más grande fuera de los Estados Unidos y el quinto templo de mayor tamaño construido por la iglesia SUD.
El arquitecto del templo fue Emil B. Fetzer diseñó el edificio basado en un libro de arquitectura maya obsequiado por Heber Grant Taylor y su esposa 18 años antes, proveniente de la biblioteca del abuelo de Taylor, Heber J. Grant. Fretzer presentó a la iglesia cinco bocetos escogiendose el de mayor tamaño con un diseño que incluye cuatro salones para investiduras con capacidad para 100 personas. Igualmente se instalaron doce salones con altares matrimoniales y una capilla con capacidad para 300 personas. La pila bautismal cuenta con un cuenco de diseño tradicional sobre el lomo de doce bueyes blancos de piedra fundida. El templo fue diseñado para que el procesamiento de nombres y recomendaciones pueda controlarse por computadora que aún no era parte de los templos. Igualmente se diseñó un centro de visitantes, con un diseño arquitectónico complementario, adjunto al templo. En el mismo terreno del templo se diseñó un centro de estaca para congregaciones en Aragón. Los terrenos fueron decorados con plantas tradicionales mexicanas, con una fuente y una exhibición de agua frente al templo.
El templo de la Ciudad de México tiene un total de 10 836 metros cuadrados de construcción sobre un terreno de 2,8 hectáreas. Cuenta con cuatro salones para las ordenanzas SUD y once salones de sellamientos matrimoniales. El templo de la Ciudad de México es uno de cinco templos SUD en el mundo que tiene en su pináculo una réplica del ángel Moroni sosteniendo planchas de oro representativas del registro del que se traduciría el Libro de Mormón.

### Centro de visitantes

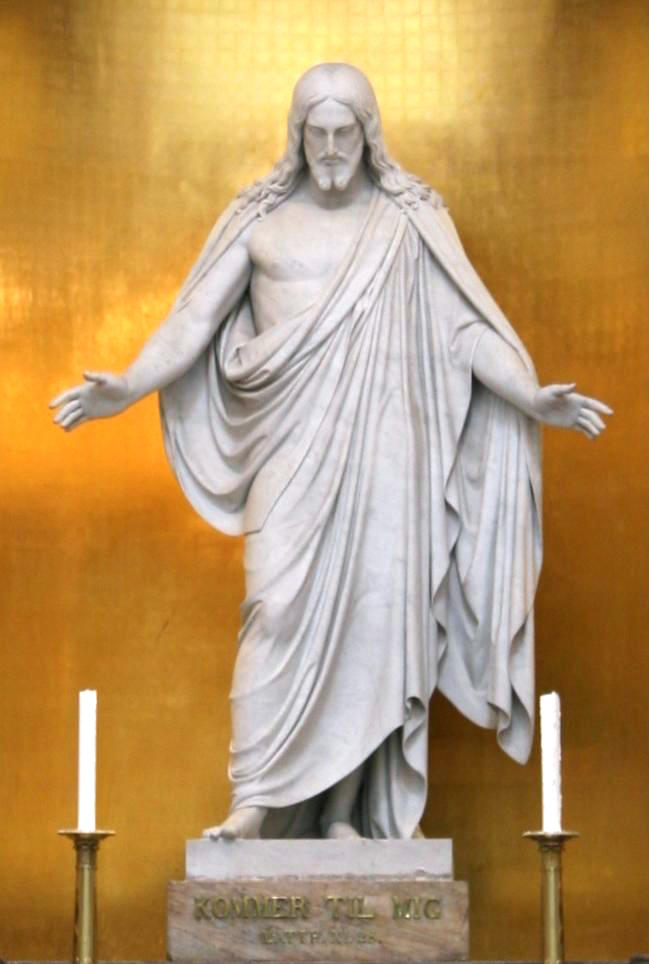
Una réplica del Cristo de Thorvaldsen está ubicada en el centro de visitantes del templo de la Ciudad de México.

El templo de la Ciudad de México es uno de los pocos templos de la Iglesia de Jesucristo de los Santos de los Últimos Días en el mundo que cuenta con un centro de visitantes anexo al templo. A diferencia del templo, el centro de visitantes está abierto al público y es dirigido por los misioneros voluntarios de la iglesia. Cada año, durante la época de las festividades navideñas, se acostumbra decorar el centro de visitantes y el terreno del templo con cientos de luces navideñas.

## Construcción
La construcción de un templo en México por la iglesia se vio limitada debido a leyes en el país que requerían que este tipo de edificaciones religiosas fuesen completamente abiertas al público. Los templos de la iglesia son solo para quienes en la iglesia cuentan con permisología eclesiástica. Luego de negociaciones con la Ciudad de México, los permisos de construcción fueron otorgados por completo en 1979. La construcción vio otra demora al enfrentarse a leyes mexicanas que prohibían importar materiales de construcción al país. La iglesia solicitó al gobierno federal que sus materiales pudiesen ser importados y traídos a México libres e impuestos. Aprobación por parte del país fue finalmente otorgada para dichos trámites.
El terreno del templo se asentaba sobre un lago, siendo tierra pantanosa para el momento de su compra. Por ello, el cimiento fue reforzado para proteger en contra del terreno pantanoso y para rendir solidez antisísmico. Construido con mampostería de concreto blanco de un diseño ornamentado inspirado en la arquitectura maya y azteca.

## Dedicación
La ceremonia de la primera palada para el templo en la Ciudad de México tuvo lugar el 25 de noviembre de 1979 ante unas 9000 personas y fue presidida y ofrecida en español por Boyd K. Packer, uno de los apóstoles de la iglesia. El templo SUD de la Ciudad de México fue dedicado para sus actividades eclesiásticas en nueve sesiones, a las que asistieron cerca de 30 000 miembros de la iglesia, el 2 de diciembre de 1983, por Gordon B. Hinckley, siendo el sexto templo dedicado por la Iglesia de Jesucristo de los Santos de los Últimos Días durante ese año. Con anterioridad a ello, del 9 al 19 de noviembre de ese mismo año, la iglesia permitió un recorrido público de las instalaciones y del interior del templo al que asistieron unas 110 000 personas.
Tras haber atendido a los Santos de los Últimos Días durante más de 23 años, el templo de la Ciudad de México fue sometido a una extensa remodelación que comenzó en marzo de 2007. Entre las mejoras llevadas a cabo figuran la renovación del exterior con más blancura, hecho con lámina de hormigón prefabricada, y la restauración de la pintura interior, los corredores, las ventanas y las puertas, los pisos y la ebanistería.
El 20 de octubre de 2008, el Templo de la Ciudad de México así remodelado vuelve a abrir sus puertas con ocasión del Programa de puertas abiertas, en el que se da la bienvenida al público en general para recorrer el interior. La rededicación fue efectuada el 16 de noviembre y corrió a cargo del Presidente de la Iglesia, Thomas S. Monson.